# 先进材料
《先进材料》（英語：Advanced Materials）是一本涵盖材料科学的学术周刊。期刊发表的文章经过同行评审，论文类型包括通讯、综述和特稿，内容涉及物理学、化学、生物学、纳米科学和技术、冶金学、陶瓷和生物材料。

## 历史
《先进材料》创办于1988年，最初是化学类综合学术期刊《應用化學》（德語：Angewandte Chemie）的副刊，在18个月后成为独立的刊物。创刊后的首任主编即是当时《應用化學》的主编彼得·格利茨（Peter Gölitz，常拼作Goelitz）。
1991年，彼得·格雷戈里（Peter Gregory）出任主编。2002年至2006年，主编为Esther Levy。2007年，Peter Gregory续任主编。2020年，Jos Lenders接任主编。
《先进材料》创办时为月刊；1997年增发为15期，1998年18期，2000年达到24期。2009年，该刊改为周刊，一年48期；2018年，又增至一年52期。
该刊的编辑办公室位于德国的魏恩海姆。

## 姊妹期刊
- 《先进工程材料 Advanced Engineering Materials》，1999年
- 《先进功能材料 Advanced Functional Materials》，2001年
- 《Small》（“小 (期刊)”），2005年
- 《先进能源材料 Advanced Energy Materials》，2011年
- 《先进医疗材料 Advanced Healthcare Materials》，2012年
- 《先进光学材料 Advanced Optical Materials》，2013年
- 《先进材料界面 Advanced Materials Interfaces》，2014年
- 《先进电子材料 Advanced Electronic Materials》，2015年
- 《先进材料技术 Advanced Materials Technologies》，2016年
- 《Small Methods》（“小方法”），2017年
- 《Solar RRL》，2017年
- 《先进疗法 Advanced Therapeutics》，2018年

## 与中国学术界的联系
《先进材料》与中国学术界保持有较好联系，发行过一些中国科研院所和大学的专刊，包括：
- 《先进材料》——清华大学百年校庆纪念专刊[3][4]；
- 《先进材料》——中国科技大学专刊[5][6]
- 《先进材料》——庆祝北京大学化学学科创立100周年专刊[7]；
- 《先进材料》——中国科学院物理研究所专刊[8][9]

## 外部連結
- Advanced Materials（页面存档备份，存于）